# Kirian Ledesma
Kirian Rodríguez Ledesma (* 22. Juli 1984 in Candelaria (Teneriffa)) ist ein ehemaliger spanischer Fußballspieler.

## Karriere
Ledesma, der von der Kanareninsel Teneriffa stammt, spielte in der Jugend beim heimischen CD Teneriffa. Dort wurde er auch für die U17-Juniorenauswahl Spaniens entdeckt, in der er viermal eingesetzt wurde. Später spielte der Abwehrmann in der Zweitligamannschaft von Teneriffa, bis er zur zweiten Saisonhälfte 2006/2007 nach Gran Canaria zum abstiegsbedrohten Ligakonkurrenten UD Vecindario wechselte.
Sein neuer Verein konnte die Liga aber nicht halten und so stieg er nach drei Jahren mit 70 Einsätzen in der Segunda División in die Drittklassigkeit ab, wechselte dort aber zur gerade aufgestiegenen SE Ibiza-Eivissa. Nach dem erfolgreichen Klassenerhalt im ersten Jahr kam der Verein aber sportlich und finanziell ins Schlingern und Ledesma wurde während der Saison im Januar 2009 abgegeben. Er wechselte ins Ausland und schloss sich dem deutschen Zweitligisten FSV Frankfurt an.
Kurz nach dem Transfer kam er bei den Hessen auch erstmals zum Einsatz, dann folgten aber Jochbein-Beschwerden, die schließlich sogar operiert werden mussten, und es dauerte bis zum Saisonende, bis er wieder in die Mannschaft zurückkehrte, so dass er insgesamt nur viermal zum Einsatz kam. Trotzdem wurde sein Vertrag um ein Jahr verlängert. In der Hinrunde der Saison 2009/10 kam er jedoch wieder nur unregelmäßig zum Einsatz und gehörte schließlich zu sieben Profis, die in der Winterpause aussortiert wurden, und nachdem kein Transfer zustande kam, wurde er nur noch in der zweiten Mannschaft in der Hessenliga eingesetzt. Am 11. Mai 2010 wurde sein Vertrag beim FSV Frankfurt aufgelöst.